# 嶋村一輝
嶋村 一輝（しまむら いっき、1981年10月13日 - ）は、山口県下関市出身の元プロ野球選手（内野手・外野手、右投右打）、コーチ。
2007年から2012年までは名前の「一輝」を登録名に用いていた。
2025年からオリックス・バファローズの一軍打撃コーチを務める。

## 経歴

### プロ入り前
ソフトボールチームの監督をしていた父の影響で野球を始め、下関市立長府中学校ではリトルシニアに所属し投手兼内野手だった。
山口県立宇部商業高等学校（1学年上に上本達之がいる）では当初は遊撃手だったが、1年生時の終わりに負傷した影響で三塁手に転向。その後、守備力を買われて二塁手にコンバートされてレギュラーとなり、2年夏の山口大会では5試合で打率.529、7打点を記録して第80回全国高等学校野球選手権大会出場に貢献。甲子園では初戦で日大東北高校に勝利、2回戦で古木克明擁する豊田大谷高校と3時間52分に及ぶ延長15回の末にサヨナラ負け。3年時には主将で捕手として山口大会8強入り。
高校卒業後は九州六大学野球連盟所属の九州国際大学に進学。2年春には首位打者となり、大学選手権初戦で本塁打を放つ。3年秋にはMVPを獲得、明治神宮大会ではベスト4。4年秋は明治神宮大会初戦で同点の9回二死一塁で遊ゴロを二塁悪送球してサヨナラ負け、ベストナイン4回。大型遊撃手として注目を集め、2003年のプロ野球ドラフト会議においてオリックス・ブルーウェーブから4巡目指名を受け入団。

### オリックス時代

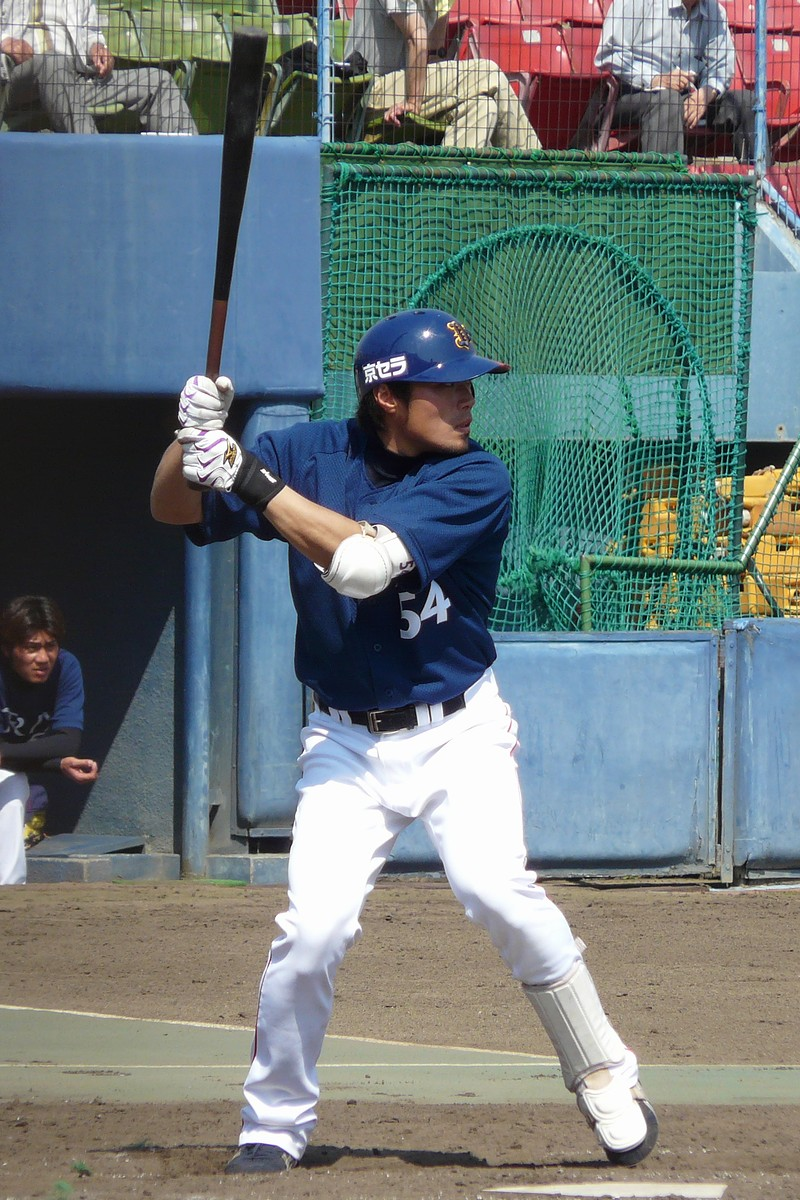
オリックス時代（2009年4月10日）

2004年はウエスタン・リーグで打率.336を記録し、リーグ新人賞を受賞。一軍では8月6日の対ダイエー戦でプロ初安打を放った。オリックス・近鉄の球団合併の際にはプロ入り2年以内の選手であったためオリックス・バファローズ所属となる。
2007年に登録名をファーストネームの「一輝」に変更。
2008年5月13日に一軍昇格し、その際に清原和博から「自分の実力以上のものを出そうとせずにいつもと同じプレースタイルでやれ」とアドバイスされた。5月20日の対阪神戦で、アレックス・カブレラの体調不良に伴い6番・三塁手でスタメン起用されると、7回裏にジェフ・ウィリアムスからプロ初打点となる逆転決勝2点適時打を放ち、試合後にプロ入り初のヒーローインタビューを受けた。グレッグ・ラロッカ、大引啓次、後藤光尊らが故障離脱した影響もあり一軍に定着。一時は打率4割近くを打つなど打撃好調で、7月6日の対日本ハム戦では武田勝から人生初の2打席連続本塁打を記録。8月3日の対ソフトバンク戦ではパ･リーグ記録となる二塁手1試合9刺殺を記録。夏場に打率を落として8月中旬に二軍降格したものの、クライマックスシリーズには出場して、清原からバッティンググローブを貰い2安打を放った。しかし、第2戦では先発出場するも2回の守備で目測を誤り、フライを取れず、相手に先制点を与えてしまった。先発の小松聖の足を引っ張り、チームは敗退した。シーズン成績は48試合に出場して打率.295、5本塁打と自己最高成績を記録し、名前の通り一気にブレイクした。二塁手、三塁手、遊撃手、外野手と4ポジションを守った。
2009年は外野手としても出場機会を増やすために左翼手にも挑戦。開幕一軍入りも果たすがレギュラーの座獲得はならず、出場機会に恵まれなかった。だが、後藤が故障で戦線離脱すると、山﨑浩司と併用で二塁のポジション争いが行われた。しかし、二塁守備で精彩を欠き、持ち前の打撃も打率が2割前半に停滞した上に、前年とほぼ同数の打席数に対して三振の数が増加するなど粗さがやや目立ち、山﨑との争いに敗れる。その後も主に代打での起用に甘んじ、一・二軍を往復する悔しいシーズンとなった。しかし、6月3日の対中日戦では自己最多の1試合6打点を挙げ、6月14日の対ヤクルト戦では自身2本目の満塁本塁打を放つなど（この試合ではヤクルトのアーロン・ガイエルも満塁本塁打を放っており、交流戦史上初の両軍満塁弾となった）、得点圏打率は.356とここ一番での勝負強さは健在だった。
2010年は、6月7日の対広島戦で、6回表にチームが記録した10人連続安打の一員となった（一輝は7人目で林昌樹から右前安打）。しかし、同年は自身の打撃不振とアーロム・バルディリスが三塁手としてのレギュラーを獲得したのもあり、わずか16試合の出場にとどまった。

### 横浜・DeNA時代

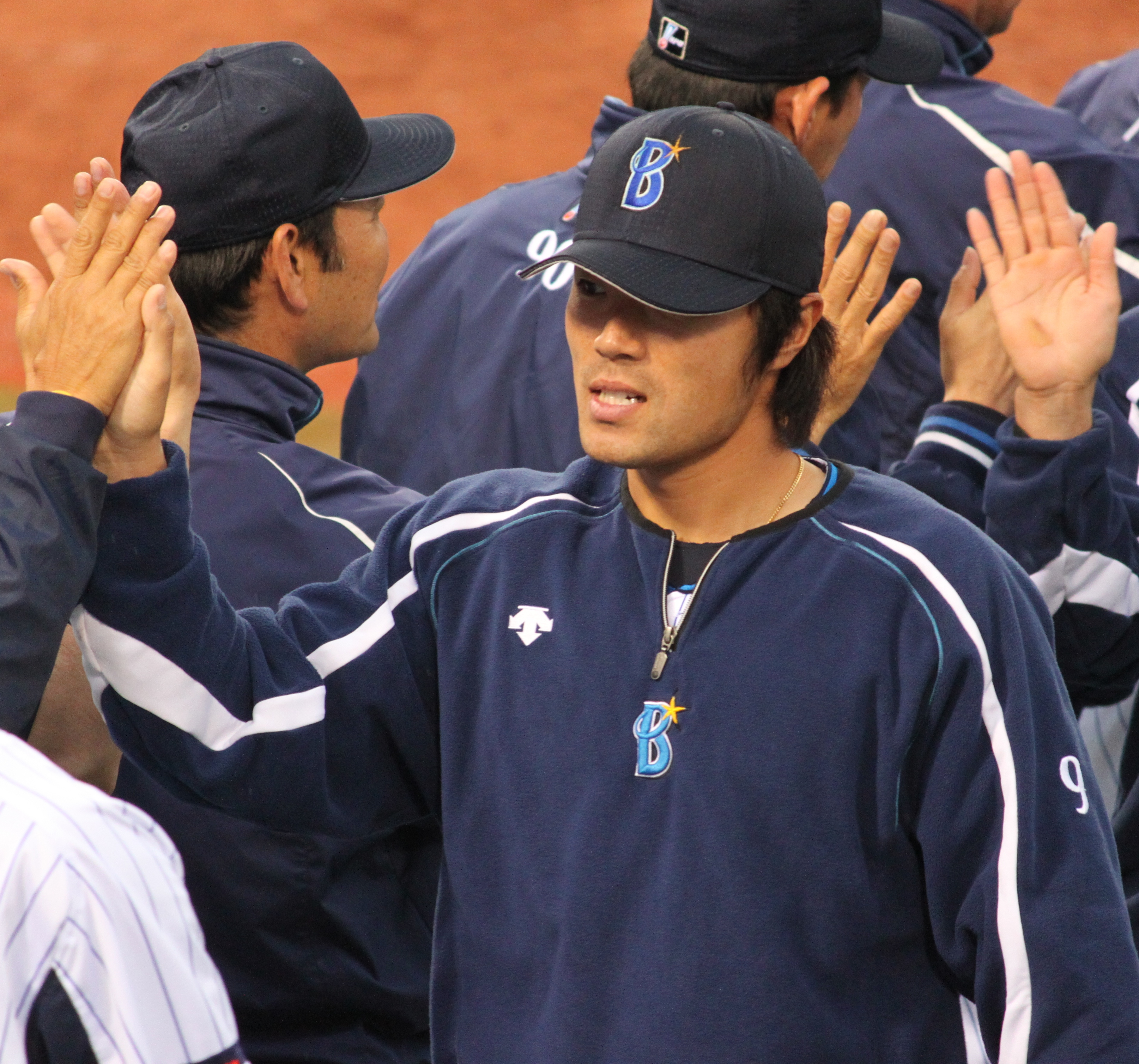
DeNA選手時代（2012年5月3日、横浜スタジアム）

2010年11月11日、桑原謙太朗・野中信吾との2対1トレードで横浜ベイスターズに移籍した。
2011年は主に代打で49試合に出場するが、打率が.207と不調に終わる。プロ入り初めて右翼手の守備に就いた。
2012年も代打を中心に起用されたが、打率.175と前年を下回る不調。同年オフに登録名を本名の「嶋村一輝」に戻した。
2013年は、OP戦は一軍だったか結果を残せず二軍落ち。そして一軍公式戦への出場がなかった。10月9日に球団から戦力外通告を受けた。その後現役引退を表明した。

### 現役引退後
2013年10月31日に、2014年よりDeNAの二軍打撃コーチに就任することが球団から発表された。
2015年には二軍打撃コーチと育成担当を兼務したが、シーズン終了後にDeNA球団へ辞意を申し入れた。このため、球団は申し入れを了承したうえで、10月22日に辞任を発表した。
2015年11月1日に、中日ドラゴンズが打撃コーチとして嶋村と契約したことを発表した。オリックス時代の二軍監督だった加藤秀司と共に一軍打撃コーチを務めたがチーム打率・得点・本塁打最下位、安打5位に低迷した。2017年は加藤秀司と共に二軍打撃コーチに異動する。そして、同年10月4日に、2017年シーズンをもって中日ドラゴンズ二軍打撃コーチを退任することが発表された。
2018年からは3年ぶりにDeNAのコーチに復帰。二軍打撃コーチに就任した。2021年からは一軍打撃コーチに配置転換され、2022年からは再び二軍打撃コーチに復帰した。2024年10月1日、同年限りでの退団が発表された。
2025年からは古巣のオリックス・バファローズに15年ぶりに復帰し、一軍打撃コーチを務める。登録名は「嶋村一輝」のままで、背番号は78。

## 選手としての特徴・人物
勝負強く、思い切りの良い打撃に定評のある中距離打者。内・外野全てを守れるユーティリティープレイヤーであり、2012年には二軍で捕手としてのテストを受けた。2012年6月8日に行われたファームの試合（対ヤクルト戦）の試合では高校3年生以来となる捕手の守備に就いた。
横浜・DeNA時代の応援歌は古木克明に使われた曲を引き継いだもので、これは古木が応援団に「自分の応援歌を一輝に使ってくれ」と要望したため。

## 詳細情報

### 年度別打撃成績
| 年 度     | 球 団      | 試 合 | 打 席 | 打 数 | 得 点 | 安 打 | 二 塁 打 | 三 塁 打 | 本 塁 打 | 塁 打 | 打 点 | 盗 塁 | 盗 塁 死 | 犠 打 | 犠 飛 | 四 球 | 敬 遠 | 死 球 | 三 振 | 併 殺 打 | 打 率 | 出 塁 率 | 長 打 率 | O P S |
| --------- | ---------- | ----- | ----- | ----- | ----- | ----- | -------- | -------- | -------- | ----- | ----- | ----- | -------- | ----- | ----- | ----- | ----- | ----- | ----- | -------- | ----- | -------- | -------- | ----- |
| 2004      | オリックス | 7     | 18    | 18    | 1     | 3     | 0        | 0        | 0        | 3     | 0     | 0     | 0        | 0     | 0     | 0     | 0     | 0     | 4     | 0        | .167  | .167     | .167     | .333  |
| 2005      | オリックス | 2     | 3     | 3     | 0     | 0     | 0        | 0        | 0        | 0     | 0     | 0     | 0        | 0     | 0     | 0     | 0     | 0     | 3     | 0        | .000  | .000     | .000     | .000  |
| 2006      | オリックス | 14    | 16    | 15    | 0     | 1     | 0        | 0        | 0        | 1     | 0     | 0     | 0        | 1     | 0     | 0     | 0     | 0     | 9     | 0        | .067  | .067     | .067     | .133  |
| 2008      | オリックス | 48    | 153   | 139   | 19    | 41    | 10       | 0        | 5        | 66    | 20    | 1     | 0        | 1     | 2     | 10    | 0     | 1     | 34    | 4        | .295  | .342     | .475     | .817  |
| 2009      | オリックス | 58    | 150   | 142   | 14    | 34    | 7        | 0        | 3        | 50    | 28    | 1     | 0        | 1     | 1     | 4     | 0     | 2     | 53    | 2        | .239  | .268     | .352     | .621  |
| 2010      | オリックス | 16    | 53    | 48    | 6     | 11    | 0        | 2        | 0        | 15    | 1     | 1     | 0        | 2     | 0     | 3     | 0     | 0     | 6     | 2        | .229  | .275     | .313     | .587  |
| 2011      | 横浜 DeNA  | 49    | 59    | 58    | 5     | 12    | 3        | 1        | 0        | 17    | 6     | 0     | 0        | 1     | 0     | 0     | 0     | 0     | 21    | 2        | .207  | .207     | .293     | .500  |
| 2012      | 横浜 DeNA  | 56    | 62    | 57    | 6     | 10    | 1        | 0        | 0        | 11    | 2     | 0     | 0        | 0     | 0     | 4     | 0     | 1     | 21    | 1        | .175  | .242     | .193     | .435  |
| 通算：8年 | 通算：8年  | 250   | 514   | 480   | 51    | 112   | 21       | 3        | 8        | 163   | 57    | 3     | 0        | 6     | 3     | 21    | 0     | 4     | 151   | 11       | .233  | .270     | .340     | .609  |

- 横浜（横浜ベイスターズ）は、2012年にDeNA（横浜DeNAベイスターズ）に球団名を変更

### 年度別守備成績
| 年 度 | 一塁 | 一塁 | 一塁 | 一塁 | 一塁 | 一塁   | 二塁 | 二塁 | 二塁 | 二塁 | 二塁 | 二塁   | 三塁 | 三塁 | 三塁 | 三塁 | 三塁 | 三塁   | 遊撃 | 遊撃 | 遊撃 | 遊撃 | 遊撃 | 遊撃   | 外野 | 外野 | 外野 | 外野 | 外野 | 外野   |
| 年 度 | 試合 | 刺殺 | 補殺 | 失策 | 併殺 | 守備率 | 試合 | 刺殺 | 補殺 | 失策 | 併殺 | 守備率 | 試合 | 刺殺 | 補殺 | 失策 | 併殺 | 守備率 | 試合 | 刺殺 | 補殺 | 失策 | 併殺 | 守備率 | 試合 | 刺殺 | 補殺 | 失策 | 併殺 | 守備率 |
| ----- | ---- | ---- | ---- | ---- | ---- | ------ | ---- | ---- | ---- | ---- | ---- | ------ | ---- | ---- | ---- | ---- | ---- | ------ | ---- | ---- | ---- | ---- | ---- | ------ | ---- | ---- | ---- | ---- | ---- | ------ |
| 2005  | -    | -    | -    | -    | -    | -      | -    | -    | -    | -    | -    | -      | 1    | 1    | 1    | 0    | 0    | 1.000  | -    | -    | -    | -    | -    | -      | -    | -    | -    | -    | -    | -      |
| 2006  | -    | -    | -    | -    | -    | -      | 3    | 0    | 2    | 0    | 0    | 1.000  | 5    | 4    | 7    | 0    | 1    | 1.000  | 2    | 1    | 2    | 0    | 1    | 1.000  | -    | -    | -    | -    | -    | -      |
| 2008  | -    | -    | -    | -    | -    | -      | 31   | 64   | 94   | 1    | 14   | .994   | 13   | 5    | 11   | 0    | 1    | 1.000  | 1    | 2    | 2    | 0    | 1    | 1.000  | 1    | 0    | 0    | 0    | 0    | .000   |
| 2009  | -    | -    | -    | -    | -    | -      | 23   | 43   | 66   | 4    | 11   | .965   | 15   | 5    | 7    | 1    | 1    | .923   | 1    | 0    | 0    | 0    | 0    | .000   | 9    | 9    | 0    | 0    | 0    | 1.000  |
| 2010  | -    | -    | -    | -    | -    | -      | -    | -    | -    | -    | -    | -      | 12   | 10   | 27   | 1    | 3    | .974   | -    | -    | -    | -    | -    | -      | -    | -    | -    | -    | -    | -      |
| 2011  | 5    | 29   | 2    | 0    | 3    | 1.000  | -    | -    | -    | -    | -    | -      | -    | -    | -    | -    | -    | -      | -    | -    | -    | -    | -    | -      | 6    | 1    | 0    | 0    | 0    | 1.000  |
| 2012  | 8    | 23   | 1    | 0    | 3    | 1.000  | 4    | 5    | 6    | 0    | 1    | 1.000  | -    | -    | -    | -    | -    | -      | -    | -    | -    | -    | -    | -      | 20   | 12   | 0    | 0    | 0    | 1.000  |
| 通算  | 13   | 52   | 3    | 0    | 6    | 1.000  | 61   | 112  | 168  | 5    | 26   | .982   | 46   | 25   | 53   | 2    | 6    | .975   | 4    | 3    | 4    | 0    | 2    | 1.000  | 36   | 22   | 0    | 0    | 0    | 1.000  |

### 記録
- 初出場・初先発出場：2004年8月4日、対西武ライオンズ23回戦（西武ドーム）、7番・指名打者で先発出場
- 初打席：同上、2回表に三井浩二の前に空振り三振
- 初安打：2004年8月6日、対福岡ダイエーホークス21回戦（Yahoo!BBスタジアム）、9回裏に馬原孝浩から中前安打
- 初打点：2008年5月20日、対阪神タイガース1回戦（京セラドーム大阪）、7回裏にジェフ・ウィリアムスから中前へ逆転決勝2点適時打
- 初本塁打：2008年6月18日、対読売ジャイアンツ4回戦（東京ドーム）、8回表に金子千尋の代打で出場、豊田清から左越ソロ
- 初盗塁：2008年7月5日、対北海道日本ハムファイターズ10回戦（釧路市民球場）、2回表に二盗（投手：多田野数人、捕手：鶴岡慎也）

### 背番号
- 54（2004年 - 2009年）
- 3（2010年）
- 9（2011年 - 2013年）
- 84（2014年 - 2015年、2018年 - 2024年）
- 79（2016年 - 2017年）
- 78（2025年 - ）

### 登録名
- 嶋村 一輝（しまむら いっき、2004年 - 2006年、2013年 - ）
- 一輝（いっき、2007年 - 2012年）